# Radik Zhaparov
Radik Zhaparov (né le 29 février 1984 à Ridder) est un sauteur à ski kazakh.

## Carrière
Il débute en Coupe du monde en novembre 2003 à Kuusamo. Il obtient son meilleur résultat en mars 2007 en terminant 11e du concours de Kuopio. Il participe aux Jeux olympiques d'hiver de 2006 et à sept championnats du monde.

## Palmarès

### Jeux olympiques
| Épreuve / Édition | Turin 2006 |
| Petit tremplin    | 26e        |
| Grand tremplin    | 31e        |
| Par équipes       | 12e        |

### Championnats du monde
| Épreuve / Édition | Épreuve / Édition | Lahti 2001 | Val di Fiemme 2003 | Oberstdorf 2005 | Sapporo 2007 | Liberec 2009 | Oslo 2011 | Val di Fiemme 2013 |
| Petit tremplin    | Petit tremplin    |            |                    |                 | 24e          |              | 33e       | 43e                |
| Grand tremplin    | Grand tremplin    |            |                    | 40e             | 26e          | 43e          | 44e       | 40e                |
| Par équipes       | PT                | 11e        |                    | 11e             |              |              | 12e       |                    |
| Par équipes       | GT                | 11e        | 11e                | 11e             | 11e          | 12e          | 10e       | 12e                |

Légende : PT = petit tremplin, GT = grand tremplin

### Coupe du monde
- Meilleur classement général : 45e en 2007.
- Meilleur résultat individuel : 11e.

#### Différents classements en Coupe du monde
| Année     | Classement général final |
| 2003-2004 | 74e                      |
| 2004-2005 | 70e                      |
| 2005-2006 | 75e                      |
| 2006-2007 | 45e                      |
| 2007-2008 | 46e                      |

### Jeux asiatiques
- Aomori 2003 :
  - Médaille de bronze par equipes.
- Almaty 2011 :
  - Médaille d'argent par équipes.
  - Médaille de bronze en individuel (tremplin normal).